# Lars Lukas Mai
Lars Lukas Mai (ur. 31 marca 2000 w Dreźnie) – niemiecki piłkarz występujący na pozycji obrońcy w niemieckim klubie Werder Brema oraz w reprezentacji Niemiec do lat 21. Wychowanek Dynama Drezno, w trakcie swojej kariery grał także w takich zespołach jak Bayern Monachium oraz SV Darmstadt 98.